# Christoph Biemann

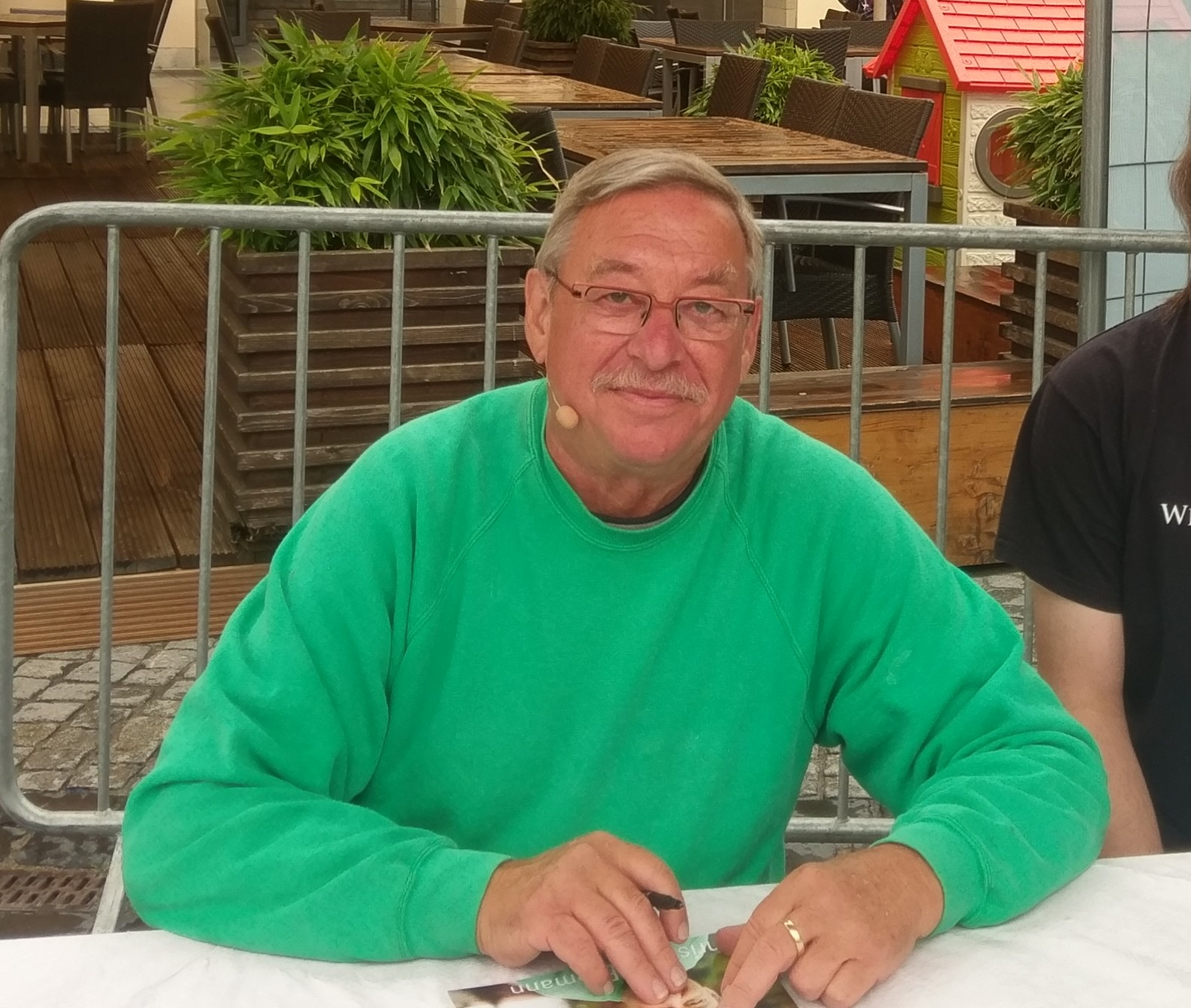
Christoph Biemann (2018)

Christoph Biemann (* 6. August 1952 in Ludwigslust, Mecklenburg) ist ein deutscher Autor, Regisseur und Darsteller. Er ist eine der prägenden Figuren der Sendung mit der Maus und damit auch einer der Experten der Quizshow Frag doch mal die Maus.

## Leben
Christoph Biemann wurde als erstes Kind des Bankkaufmanns Hans Christian Biemann und dessen Frau Ute, einer Laborantin, in Ludwigslust in der ehemaligen DDR geboren. Im Alter von zwei Jahren flüchteten seinen Eltern mit ihm über die Elbe in die Bundesrepublik und er wuchs in Hildesheim auf. Bereits als Schüler besuchte er einen Lehrgang Medienpädagogik an der Pädagogischen Hochschule Hildesheim und verbrachte von 1969 bis 1970 ein Auslandsjahr in den USA. 1973 schloss er sein Abitur am Gymnasium Andreanum in Hildesheim ab und studierte anschließend Film und Fernsehen an der HFF München. Nach dem Studium arbeitete Biemann als freier Regisseur beim WDR-Kinderfernsehen. Seit 1975 arbeitete er als Autor und Regisseur für die seit 1971 über den Bildschirm laufende Maus, 1982 war er erstmals auf dem Bildschirm zu sehen. Seitdem hat er sich zu einem festen Bestandteil der Sendung entwickelt. Zu erkennen ist er an seinem Schnauzer und dem grünen Pullover, den er bei öffentlichen Auftritten als Markenzeichen trägt.
Anders als Armin Maiwald versucht Biemann in seinen Filmen, durch Komik die Kinder für die Themen der Sendung zu interessieren. Als Motivation für diese Entscheidung galt seine Tochter, die als kleines Mädchen die Sachgeschichten Maiwalds zu langweilig fand. Seine Figur Christoph in den Einspielfilmen stellt dabei einen tollpatschigen Mann mittleren Alters dar, dessen erfolglose Aktionen von einer Frauenstimme (Evi Seibert oder bis 1995 Elke Heidenreich) kommentiert werden und mit immer gleicher Hintergrundmusik begleitet werden. Zum Beispiel aß Christoph einen Besen mit Senf oder er versuchte auf 10 unterschiedliche Weisen, einen Fluss zu überqueren, und wurde dabei neun Mal nass. Christoph sprach bis 2009 in den Sachgeschichten zunächst nie. Lediglich in den Sondersendungen kam er zu Wort.
1989 gründete er mit Delta TV seine eigene Produktionsfirma und produziert damit seine Sachgeschichten für die Sendung mit der Maus selbst.
Er ist Schirmherr des Bundesverbandes Herzkranke Kinder, der SOS-Kinderdorf-Stiftung, seit Mai 2010 offizieller Pate des Kinderhospizes Bethel für sterbende Kinder, seit 2012 Botschafter der Kindernothilfe und 
seit 2019 Schirmherr des Casimir-Kinderliteraturpreis.
Seit 2002 leitet er alle zwei Jahre an der Bundesakademie für kulturelle Bildung Wolfenbüttel den Erwachsenenkurs Das Prinzip Maus: Die Kunst, einfach zu erklären.
Bei der PISA-Show, die in der ARD im Herbst 2003 ausgestrahlt wurde, vertrat er das Land Mecklenburg-Vorpommern als prominenter Kandidat, 2017 unterstützte er den Aufbau der digitalen Kinderuniversität beim Moskauer Goethe-Institut.
Christoph Biemann lebt in Köln. Er ist verheiratet und hat zwei Kinder aus zwei verschiedenen Ehen sowie vier Enkel.

## Auszeichnungen
Für seine Verdienste wurde Biemann mit mehreren Preisen ausgezeichnet, darunter 1995 mit dem Bundesverdienstkreuz. 2019 zeichnete ihn der Ministerpräsident von Nordrhein-Westfalen Armin Laschet mit dem Verdienstorden des Landes Nordrhein-Westfalen aus.

## Schriften
- Christophs Experimente. Hanser-Verlag, München 2003, ISBN 3-446-20339-7
- Mit 100 Sachen durch die Küche. Was Jungs gern essen und gern kochen. Hanser-Verlag, München 2005, ISBN 978-3-446-20609-0
- Christophs Buch der Entdeckungen. Hanser-Verlag, München 2010, ISBN 978-3-446-23584-7
- Buchstabenzauber. mit Thomas Montasser, Mosaik-Verlag 2019, ISBN 978-3-442-39352-7